# Clémont
Clémont és un municipi francès, situat al departament de Cher i a la regió de Centre – Vall del Loira. L'any 2007 tenia 665 habitants.

## Demografia

### Població
El 2007 la població de fet de Clémont era de 665 persones. Hi havia 295 famílies, de les quals 94 eren unipersonals (30 homes vivint sols i 64 dones vivint soles), 106 parelles sense fills, 61 parelles amb fills i 34 famílies monoparentals amb fills.
La població ha evolucionat segons el següent gràfic:
Habitants censats

### Habitatges
El 2007 hi havia 447 habitatges, 305 eren l'habitatge principal de la família, 101 eren segones residències i 41 estaven desocupats. 434 eren cases i 13 eren apartaments. Dels 305 habitatges principals, 209 estaven ocupats pels seus propietaris, 82 estaven llogats i ocupats pels llogaters i 14 estaven cedits a títol gratuït; 1 tenia una cambra, 24 en tenien dues, 51 en tenien tres, 109 en tenien quatre i 120 en tenien cinc o més. 230 habitatges disposaven pel capbaix d'una plaça de pàrquing. A 137 habitatges hi havia un automòbil i a 137 n'hi havia dos o més.

### Piràmide de població
La piràmide de població per edats i sexe el 2009 era:
| Homes | Edats   | Dones |
| ----- | ------- | ----- |
| 4     | 95 o +  | 0     |
| 0     | 90 a 94 | 8     |
| 4     | 85 a 89 | 8     |
| 4     | 80 a 84 | 4     |
| 8     | 75 a 79 | 16    |
| 28    | 70 a 74 | 24    |
| 28    | 65 a 69 | 32    |
| 32    | 60 a 64 | 24    |
| 12    | 55 a 59 | 16    |
| 16    | 50 a 54 | 24    |
| 28    | 45 a 49 | 12    |
| 24    | 40 a 44 | 24    |
| 12    | 35 a 39 | 24    |
| 16    | 30 a 34 | 12    |
| 28    | 25 a 29 | 12    |
| 12    | 20 a 24 | 16    |
| 16    | 15 a 19 | 24    |
| 12    | 10 a 14 | 28    |
| 4     | 5 a 9   | 8     |
| 4     | 0 a 4   | 12    |

## Economia
El 2007 la població en edat de treballar era de 408 persones, 299 eren actives i 109 eren inactives. De les 299 persones actives 268 estaven ocupades (150 homes i 118 dones) i 31 estaven aturades (13 homes i 18 dones). De les 109 persones inactives 50 estaven jubilades, 17 estaven estudiant i 42 estaven classificades com a «altres inactius».

### Ingressos
El 2009 a Clémont hi havia 299 unitats fiscals que integraven 643,5 persones, la mediana anual d'ingressos fiscals per persona era de 16.952 €.

### Activitats econòmiques
Dels 39 establiments que hi havia el 2007, 2 eren d'empreses alimentàries, 1 d'una empresa de fabricació de material elèctric, 1 d'una empresa de fabricació d'altres productes industrials, 10 d'empreses de construcció, 7 d'empreses de comerç i reparació d'automòbils, 1 d'una empresa de transport, 6 d'empreses d'hostatgeria i restauració, 3 d'empreses immobiliàries, 3 d'empreses de serveis, 1 d'una entitat de l'administració pública i 4 d'empreses classificades com a «altres activitats de serveis».
Dels 19 establiments de servei als particulars que hi havia el 2009, 1 era un taller de reparació d'automòbils i de material agrícola, 3 paletes, 1 guixaire pintor, 3 fusteries, 2 lampisteries, 1 electricista, 1 perruqueria, 4 restaurants, 1 agència immobiliària i 2 salons de bellesa.
Dels 3 establiments comercials que hi havia el 2009, 1 era una gran superfície de material de bricolatge, 1 una botiga de menys de 120 m² i 1 una fleca.
L'any 2000 a Clémont hi havia 15 explotacions agrícoles.

## Equipaments sanitaris i escolars
El 2009 hi havia una escola elemental integrada dins d'un grup escolar amb les comunes properes formant una escola dispersa.

## Poblacions més properes
El següent diagrama mostra les poblacions més properes.